# 572 Rebekka
572 Rebekka
572 Rebekka là một tiểu hành tinh ở vành đai chính. Nó được Paul Götz phát hiện ngày 19.9.1905 ở Heidelberg, và được đặt theo tên Rebekka, một phụ nữ trẻ ở Heidelberg